# Jimmy Durante
Pour les articles homonymes, voir Durante.
Jimmy Durante est un acteur, humoriste, chanteur, pianiste et compositeur américain, né le 10 février 1893 dans le Lower East Side, à New York, et mort le 29 janvier 1980 à Santa Monica (Californie).
Sa voix rocailleuse, son accent du quartier du Lower East Side, son massacre comique de la langue anglaise, ses chansons influencées par le jazz, et son nez proéminent, ont contribué à faire de lui l'une des personnalités les plus familières et les plus populaires des États-Unis des années 1920 aux années 1970. Comme il appelait souvent son nez le schnozzola, il fut surnommé « le Grand Schnozzola » (The Great Schnozzola).

## Biographie
Jimmy Durante naît dans le quartier pauvre de Lower East Side de New York. Il est le plus jeune des quatre enfants de Rosa (née Lentino) et Bartolomeo Durante, tous deux immigrants italiens de Salerno, en Campanie. Son père est barbier,. Il a été enfant de chœur à l'Église Saint-Malachie de New York, surnommée l'« église des acteurs » car depuis 1920, de  nombreux danseurs, comédiens de théâtre et acteurs de Hollywood en ont été les paroissiens (Gregory Peck, Bob Hope, etc.).
Il abandonne l'école en classe de troisième pour devenir pianiste de ragtime à plein temps. Il joue dans des piano-bars sous le nom de "Ragtime Jimmy" avant de rejoindre l'un des premiers groupes de jazz notables à New York, le "Original New Orleans Jazz Band" (Il est alors le seul membre qui ne venait pas de la Nouvelle-Orléans). Son numéro habituel consiste à chanter puis à interrompre la chanson pour raconter des blagues, que l'orchestre accompagne avec des accords après chaque phrase. Cela devient sa marque de fabrique. En 1920, le groupe de jazz est rebaptisé le "Jimmy Durante's Jazz Band".

### La gloire
Au milieu des années 1920, Jimmy Durante était devenu une star du vaudeville et une personnalité de la radio au sein d'un trio nommé "Clayton, Jackson et Durante". En 1930, Jackson et Durante apparaissent sur les planches de Broadway dans la comédie musicale de Cole Porter, The New Yorkers. Durante a lui-même écrit les chansons interprétées par son personnage, et en 1934, il obtient un succès record avec une chanson de sa composition, Inka Dinka Doo, qui sera son indicatif musical toute sa vie.

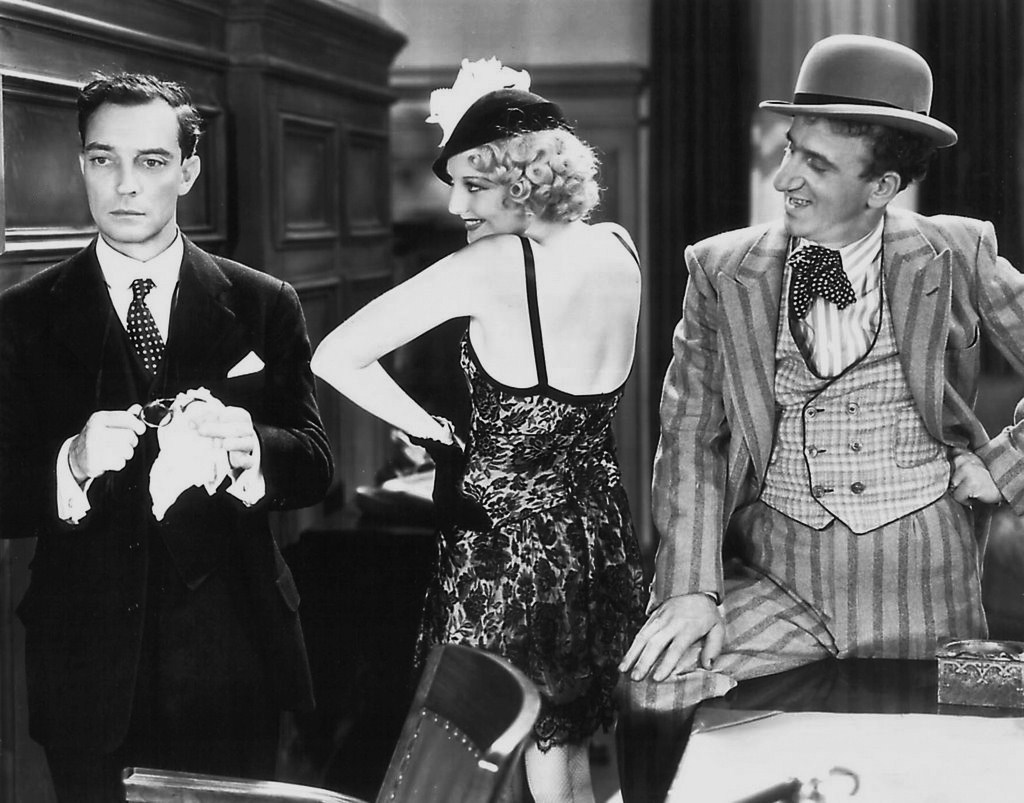
Buster Keaton, Thelma Todd et Jimmy Durante dans Le Professeur (1934).

Au cours des années 30, il enchaine comédies théâtrales et comédies cinématographiques. Il tourne plusieurs films à succès avec Buster Keaton. Les studios MGM lui confient alors le rôle principal dans des comédies à petit budget telles que le film burlesque Moi et le Baron (Meet the Baron, 1933) et en 1934, Hollywood Party avec Laurel et Hardy. Cependant, la MGM pense qu'il n'a pas les épaules pour porter seul un film et qu'il est plus efficace dans un rôle secondaire ; aussi décident-ils de mettre fin à son contrat. Jimmy Durante part alors en Angleterre tourner un film musical avec le chanteur Richard Tauber, Land Without Music (sorti aux États-Unis sous le nom de Forbidden Music). À son retour à Hollywood, il ne trouve pas de travail dans le cinéma. Finalement, les studios Columbia Pictures lui offre, en 1937, un rôle majeur dans la comédie musicale estudiantine Start Cheering, qui lui vaut d'excellentes critiques et qui relance sa carrière au cinéma. Dès lors, il apparaîtra presque toujours dans des seconds rôles puissants. Il tourne avec Gene Autry dans le western musical Melody Ranch (1940). En 1942, il joue du banjo, imitant Harpo Marx, dans L'Homme qui vint dîner (The Man Who Came to Dinner). Il tourne dans la comédie musicale Ziegfeld Follies (1945), dans La Plus Belle Fille du monde (Billy Rose's Jumbo, 1962) et en 1963, dans le loufoque Un monde fou, fou, fou, fou.

### Radio

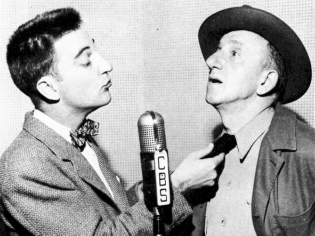
Jimmy Durante et Garry Moore durant l'émission de radio The Durante-Moore Show (1943–1947).

Du 10 septembre 1933 au 12 novembre 1933, Jimmy Durante participe à l'émission de divertissement The Chase and Sanborn Hour de la NBC présentée par Eddie Cantor. Lorsque ce dernier quitte l'émission, Durante en devient la star du 22 avril au 30 septembre 1934. Il rejoint ensuite l'émission Jumbo Fire Chief (1935-1936).
En 1943, il co-anime avec Garry Moore l'émission The Durante-Moore Show. L'alchimie comique de Durante avec le jeune Moore, apporte à Durante un succès auprès d'un public encore plus large. La phrase paternaliste du Durante « C'est mon garçon qui a dit ça ! » devient une réplique culte qui inspirera en 1962 le dessin animé Jappy et Pappy Toutou. Le duo est l’un des favoris du pays pour le reste de la décennie.

### Télévision
De 1950 à 1954, Jimmy Durante est l'hôte, une fois par mois, de l'émission de variétés comiques de NBC Four Star Revue.
De 1954 à 1956, il anime une émission de variétés d'une demi-heure, The Jimmy Durante Show, sur NBC.
À partir du début des années 1950, il fait équipe avec le chanteur Sonny King, collaboration qui se poursuivra jusqu'à la mort de Durante. 
À plusieurs reprises dans les années 1960, il anime l'émission de variétés d'ABC, The Hollywood Palace. Enregistrée en direct, elle comprenait, par conséquent, des improvisations vaudevillesques de l’expert Jimmy Durante. 
Dans sa dernière émission télévisée, Jimmy Durante Presents the Lennon Sisters (1969-1970), il a pour partenaire le groupe de chanteuses Lennon Sisters (en).

### Vie privée

#### Mariages
Jimmy Durante épouse Jean « Jeanne » Olson le 19 juin 1921. Elle meurt en 1943, à 46 ans, des suites d'une maladie cardiaque.
Il se remarie  en 1960 avec Margaret "Margie" Little. Adolescente, Margaret travaillait à New York dans la légendaire discothèque le Copacabana en tant que préposée au vestiaire. C'est là qu'elle rencontre Durante, seize ans avant leur mariage, alors que l'humoriste s'y produisait. Elle a 41 ans et Durante, 67 ans, lorsqu'ils s'épousent. En 1961, le couple adopte un bébé, Cecilia Alicia.

#### Œuvre caritative
Pour son aide caritative, Jimmy Durante reçoit le 15 août 1958, une coupe en laiton de près d'un mètre de haut remise par l'association d'aide aux enfants "Al Bahr Shriners" de San Diego. Elle porte l'inscription : « JIMMY DURANTE LE COMÉDIEN LE PLUS CÉLÈBRE DU MONDE. Une coupe pour toi Jimmy, elle est plus grande que ton nez, mais plus petite que ton cœur. À toi le bonheur pour toujours, Al Bahr Shriners, 15 août 1958. »
L'amour de Durante pour les enfants s'est poursuivi à travers des dons pour l' "Ordre Fraternel des Aigles", qui collecte, entre autres, des fonds pour les enfants handicapés et maltraités. En son honneur et en sa mémoire, l'Ordre Fraternel des Aigles change le nom de son Fonds pour les enfants en "Jimmy Durante Children's Fund".

#### Religion et politique
Jimmy Durante était très croyant et un fervent catholique. En 1968, il enregistre dix chansons spirituelles pour l'album Songs for Sunday ; un CD est sorti sous le même titre en 1996, avec un ajout de dix chansons.
Durante est un membre actif du Parti démocrate américain. En 1933, il apparaît dans un court-métrage publicitaire diffusé dans les cinémas, en soutien aux mesures anti-crise (New Deal) du Président Roosevelt ; il écrit pour ce film une partition musicale intitulée Give a Man a Job (en).
Il se produit au gala d'inauguration du Président Kennedy en 1961 puis, un an plus tard, au célèbre rassemblement du parti démocrate au Madison Square Garden au cours duquel Marilyn Monroe a chanté "Happy Birthday" au Président.

#### Les dernières années
Jimmy Durante continue à tourner pour le cinéma, notamment dans la comédie à grand succès Un monde fou, fou, fou, fou (1963). Il fait encore des incursions à la télévision au début des années 1970 :
- Il est le narrateur du dessin animé Frosty the Snowman (en) (1969).
- Il fait la réclame des céréales "Kellogg's Corn Flakes" au milieu des années 1960, ce qui le fait connaître à des millions d'enfants.
- L'une de ses dernières réclames vante la voiture Coccinelle de 1973, où il déclame (en référence à son célèbre nez) que la nouvelle Coccinelle, plus spacieuse, a « beaucoup d'espace pour que puisse respirer... le vieux schnozzola ! »[12]

En 1963, il enregistre un album de classiques de la musique pop, September Song : C'est un best-seller qui fait connaître le chanteur à une nouvelle génération, près de trois décennies plus tard. 
Dans son album Way of Life, Jimmy Durante livre son interprétation de la chanson As Time Goes By ; elle est reprise dans le film Nuits blanches à Seattle tandis que sa version de Make Someone Happy figure dans le générique de fin dudit film. Durante enregistre une reprise de la célèbre chanson I'll Be Seeing You, qui devient la signature de son émission télévisée des années 1960 et qui sera reprise en 2024 dans le film N'oublie jamais.

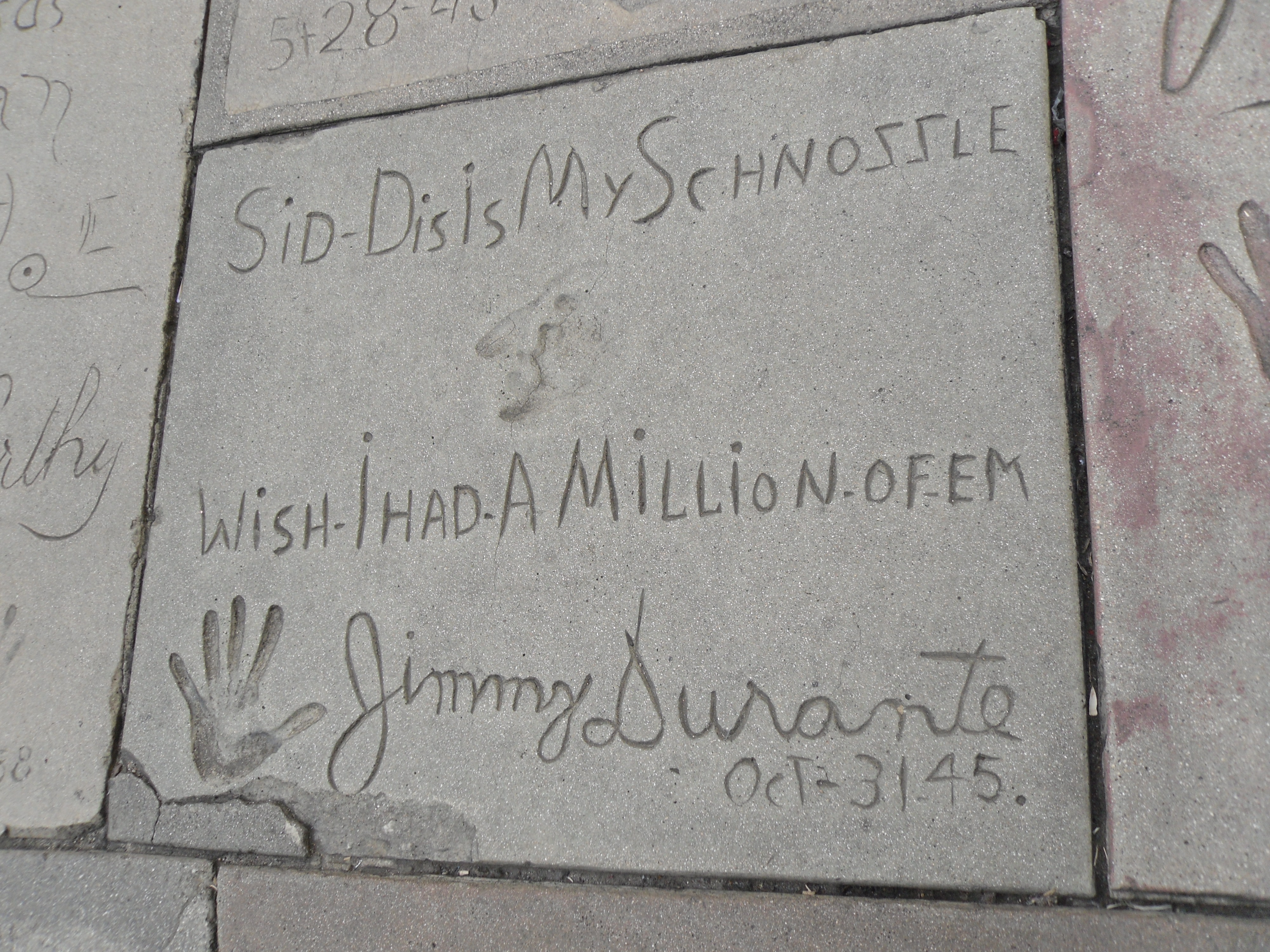
Le profil et la main de Jimmy Durante sur le parvis du Grauman's Chinese Theatre à Hollywood.

Le 31 octobre 1945, signe de consécration, Jimmy Durante laisse dans le ciment du parvis du Grauman's Chinese Theatre de Hollywwod l'empreinte de sa main et de son illustre profil,, avec cette inscription de sa main : « Ça, c'est mon schnozzle [nez]. J’aurais aimé en avoir un million ».
À la suite d'une crise cardiaque qui l'oblige à utiliser un fauteuil roulant, il met fin à sa carrière en 1972.
Il meurt d'une pneumonie en 1980, quelques jours avant son 87e anniversaire. Il est enterré au cimetière californien Holy Cross Cemetery (Culver City).

## Filmographie

### Comme acteur
- 1921 : Get-Rich-Quick Wallingford
- 1930 : Roadhouse Nights : Daffy
- 1931 : New Adventures of Get Rich Quick Wallingford de Sam Wood : Clarence 'Schnozzle'
- 1931 : Rumba d'amour (The Cuban Love Song) : Oswald Obediah 'O.O.' Jones
- 1931 : The Christmas Party : le père Noël
- 1932 : Le Plombier amoureux (The Passionate Plumber) d'Edward Sedgwick et Claude Autant-Lara : Julius J. McCracken
- 1932 : The Wet Parade de Victor Fleming : Abe Shilling
- 1932 : Le Professeur (Speak Easily) : James 'Jimmy' Dodge
- 1932 : Blondie of the Follies : Jimmy
- 1932 : Le Président fantôme (The Phantom President) de Norman Taurog : Curly Cooney
- 1933 : Give a Man a Job
- 1933 : Le Roi de la bière (What! No Beer?) de Edward Sedgwick : Jimmy Potts
- 1933 : Hell Below : "Ptomaine", le cuisinier
- 1933 : Les Pantins (Broadway to Hollywood) : Jimmy, Hollywood Character
- 1933 : Moi et le Baron (Meet the Baron) de Walter Lang : Joe McGoo
- 1934 : Palooka : Knobby Walsh / Junior
- 1934 : George White's Scandals de Thornton Freeland, Harry Lachman et George White : Happy Donelly
- 1934 : Hollywood Party : lui-même et Schnarzan
- 1934 : Strictly Dynamite : Moxie Slaight
- 1934 : Student Tour : Hank
- 1935 : Carnival (film, 1935) : Fingers
- 1936 : À nous la musique (Land Without Music) : Jonah J. Whistler
- 1938 : Start Cheering : Willie Gumblatz
- 1938 : Sally, Irene and Mary de William A. Seiter : Jefferson Twitchel
- 1938 : Hôtel à vendre (Little Miss Broadway) : Jimmy Clayton (Jazz Bandits bandleader)
- 1940 : Melody Ranch (en) de Joseph Santley : Cornelius J. Courtney
- 1941 : Jimmy s'en va-t-en guerre (You're in the Army Now) : Homer 'Jeeper' Smith
- 1942 : L'Homme qui vint dîner (The man who came to dinner) : Banjo
- 1944 : Deux Jeunes Filles et un marin (Two Girls and a Sailor), de Richard Thorpe : Billy Kipp
- 1944 : Tendre symphonie (Music for Millions) : Andrews
- 1946 : Du burlesque à l'opéra (Two Sisters from Boston) : Spike Merango
- 1947 : Tout le monde chante (It Happened in Brooklyn) : Nick Lombardi
- 1947 : Le Souvenir de vos lèvres (This Time for Keeps) de Richard Thorpe : Ferdi Farro
- 1948 : Dans une île avec vous (On an Island with You) de Richard Thorpe : Jimmy Buckley
- 1948 : The Milton Berle Show (série télévisée) : Host
- 1950 : The Great Rupert : Mr. Amendola
- 1950 : The Milkman de Charles Barton : Breezy Albright
- 1954 : Max Liebman Presents: Spotlight (TV) : Host
- 1960 : Pepe de George Sidney : (caméo)
- 1961 : Le Jugement dernier (Il Giudizio universale) : l'homme au gros nez
- 1962 : La Plus Belle Fille du monde (Billy Rose's Jumbo) de Charles Walters : Anthony ('Pop') Wonder
- 1963 : Un monde fou, fou, fou, fou (It's a Mad Mad Mad Mad World) de Stanley Kramer : Smiler Grogan
- 1966 : Alice Through the Looking Glass (TV) : Humpty Dumpty
- 1969 : Frosty the Snowman (TV) : narrateur (voix)
- 1969 : Jimmy Durante Presents the Lennon Sisters (série télévisée) : Host (1969-70)

### Comme compositeur
- 1934 : Strictly Dynamite
- 1934 : Hollywood Party
- 1934 : Student Tour
- 1938 : Start Cheering
- 1948 : On an Island with You

### Comme chanteur
- Smile
- I'll be seeing you
- Make someone happy
- Rosie up in Moore St.